# St. Nikolai, Krems in Kärnten
St. Nikolai je naselje v Občini Krems in Kärnten v Okraju Špital ob Dravi  na Koroškem v Avstriji.